# Willowtip Records
Willowtip Records ist ein eigenständig geführtes und verwaltetes Heavy-Metal-Plattenlabel mit dem Hauptsitz Zelienople, Pennsylvania.

## Hintergrund
Willowtip Records wurde im Jahre 2000 von Jason Tipton mit einem Partner namens Willosin gegründet, der aber nicht länger mit dem Label zu tun hat. Die Kombination beider Namen ergab den Namen Willowtip. Das Label hat sich auf Death Metal und Grindcore spezialisiert, hauptsächlich von Bands, die eine komplexe und technische Spielweise haben. Die erste Veröffentlichung war eine Split-EP von Fate of Icarus und Creation Is Crucifixion. Laut Tipton war sein stolzester Moment mit dem Label das Re-Release von Onset of Putrefaction von der Band Necrophagist. Es war bis zu diesem Zeitpunkt nirgendwo mehr erhältlich, bis Willowtip das Album wieder veröffentlichte.
Willowtip arbeitet auch mit der „Hydrogrind“ Band Cephalic Carnage aus Colorado zusammen, um die EP Halls of Amenti (welche nur ein Lied enthielt) zu veröffentlichen. Einige weitere Bands, welche bei Willowtip unter Vertrag sind z. B. Arsis, Ion Dissonance, Misery Index und Neuraxis. Die Band stammen aus verschiedensten Ländern wie Belgien, Kanada, Deutschland, Finnland, Italien und Schweden.
Mitte des Jahres 2007 erreichte Willowtip eine Partnerschaft mit dem Death Metal Label Neurotic Records (Niederlande), um auch in Nordamerika Alben veröffentlichen zu können.

## Künstler
- Afgrund
- Alarum
- Arsis
- As Eden Burns
- Capharnaum
- Cephalic Carnage
- Circle of Dead Children
- Commit Suicide
- Corpus Mortale
- Creation Is Crucifixion
- Crotchduster
- Crowpath
- Defeated Sanity
- Defeatist
- Dim Mak
- Disavowed
- Electro Quarterstaff
- Fate of Icarus
- Fleshgod Apocalypse
- Goatsblood
- Gorod
- Harakiri
- Illogicist
- Impaled
- Infanticide
- Ion Dissonance
- Kalibas
- Kill the Client
- Leng Tch’e
- Magrudergrind
- Malignancy
- Maruta
- Misery Index
- Necrophagist
- Neuraxis
- Odious Mortem
- Phobia
- Prostitute Disfigurement
- Psycroptic
- Rotten Sound
- Rune
- Sadis Euphoria
- Severed Savior
- Sickening Horror
- Sophicide
- Spawn of Possession
- Squash Bowels
- Sulaco
- Terminal Function
- The Dying Light
- The Year of Our Lord
- Ulcerate
- Upheaval
- Visceral Bleeding
- Vulgar Pigeons
- Watchmaker